# The Skye Museum of Island Life
Das The Skye Museum of Island Life ist ein kleines Freilichtmuseum in Kilmuir auf der Halbinsel Trotternish der Isle of Skye in Schottland. Das Museum besteht aus sieben rekonstruierten Cottages, die teilweise als Wohnungen und Werkstätten, teilweise mit thematischen Ausstellungen und in einem Fall mit einem Museumsshop eingerichtet sind.

## Beschreibung des Museums

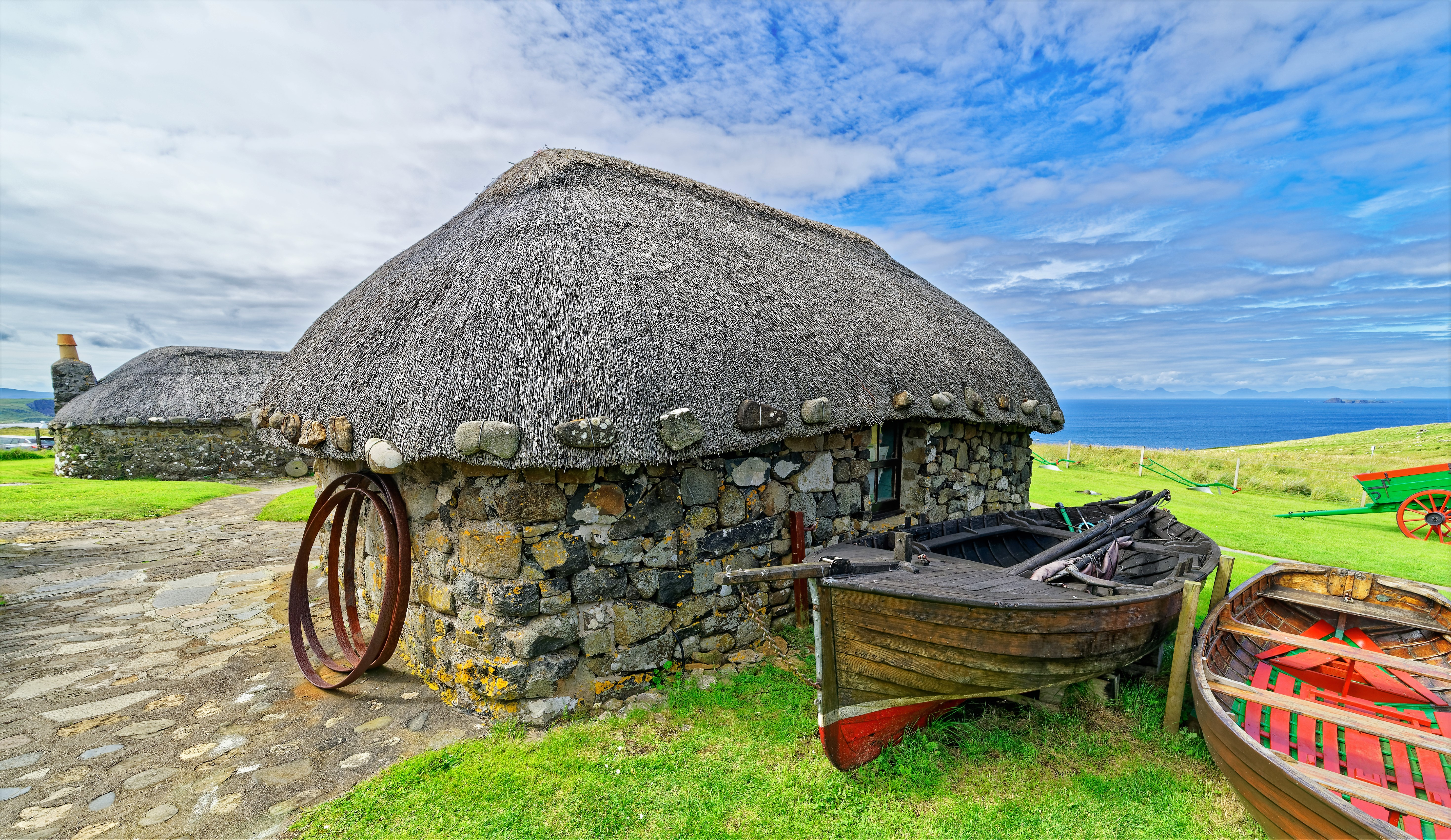

Im Skye Museum of Island Life in Kilmuir wird gezeigt, wie die Menschen auf Skye lebten. Dazu gehören Exponate über Häuser – die Black Houses – Arbeit, Religion, Armut und Auswanderung sowie Rekonstruktionen und Originale von Hütten und Geräten. Auf dem Friedhof von Kilmuir liegt das Grab von Flora MacDonald.

Die Ausstellungsräume
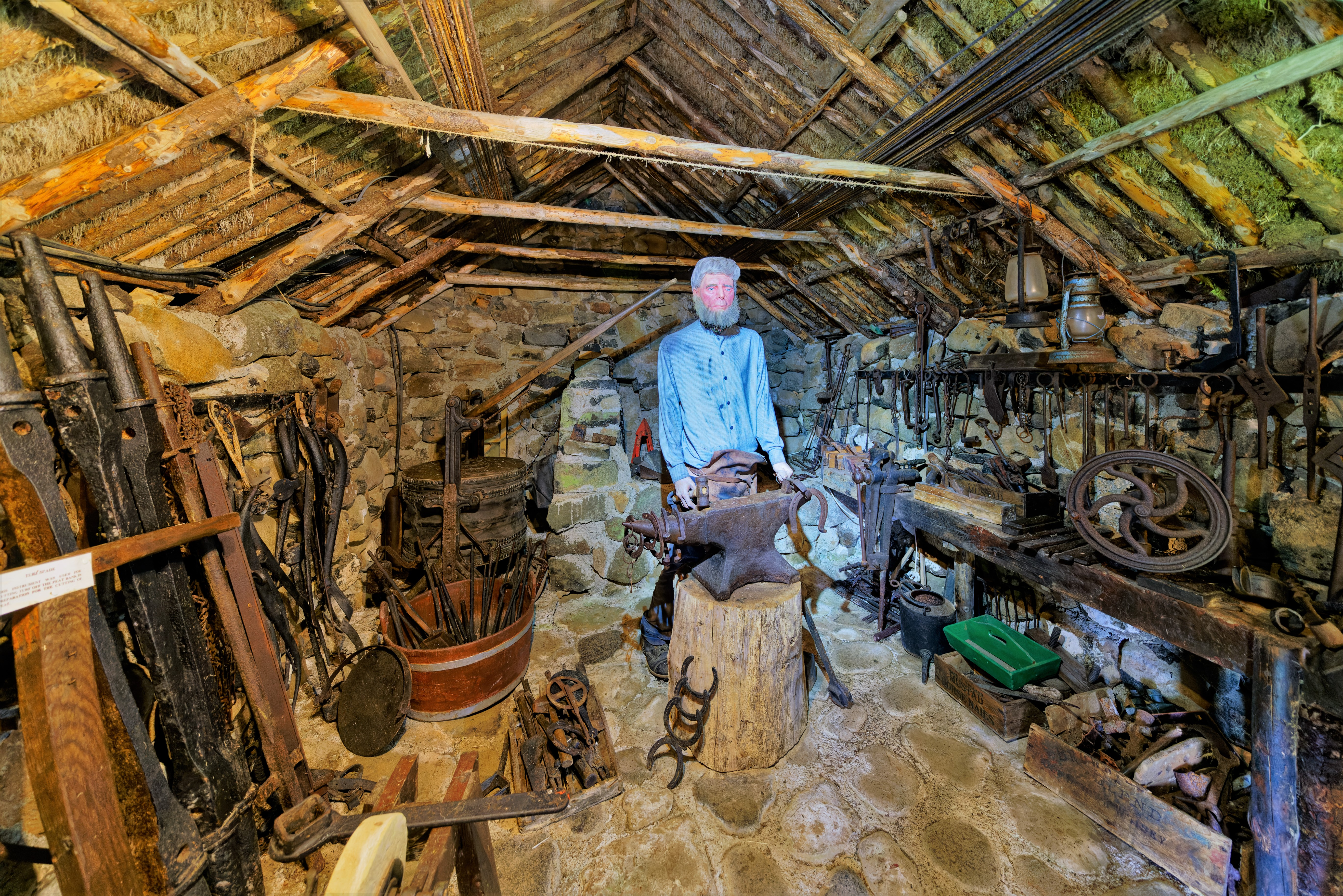
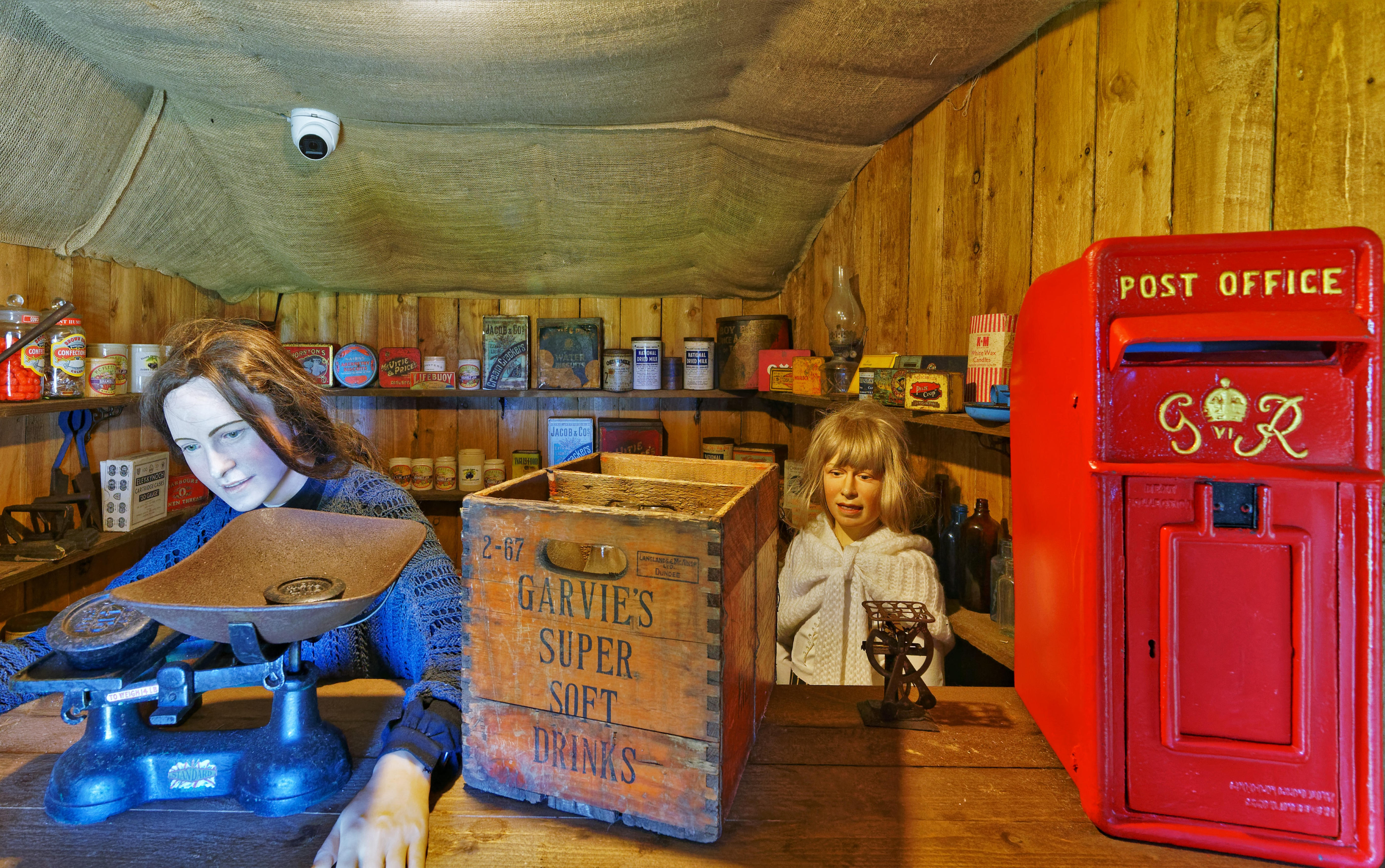
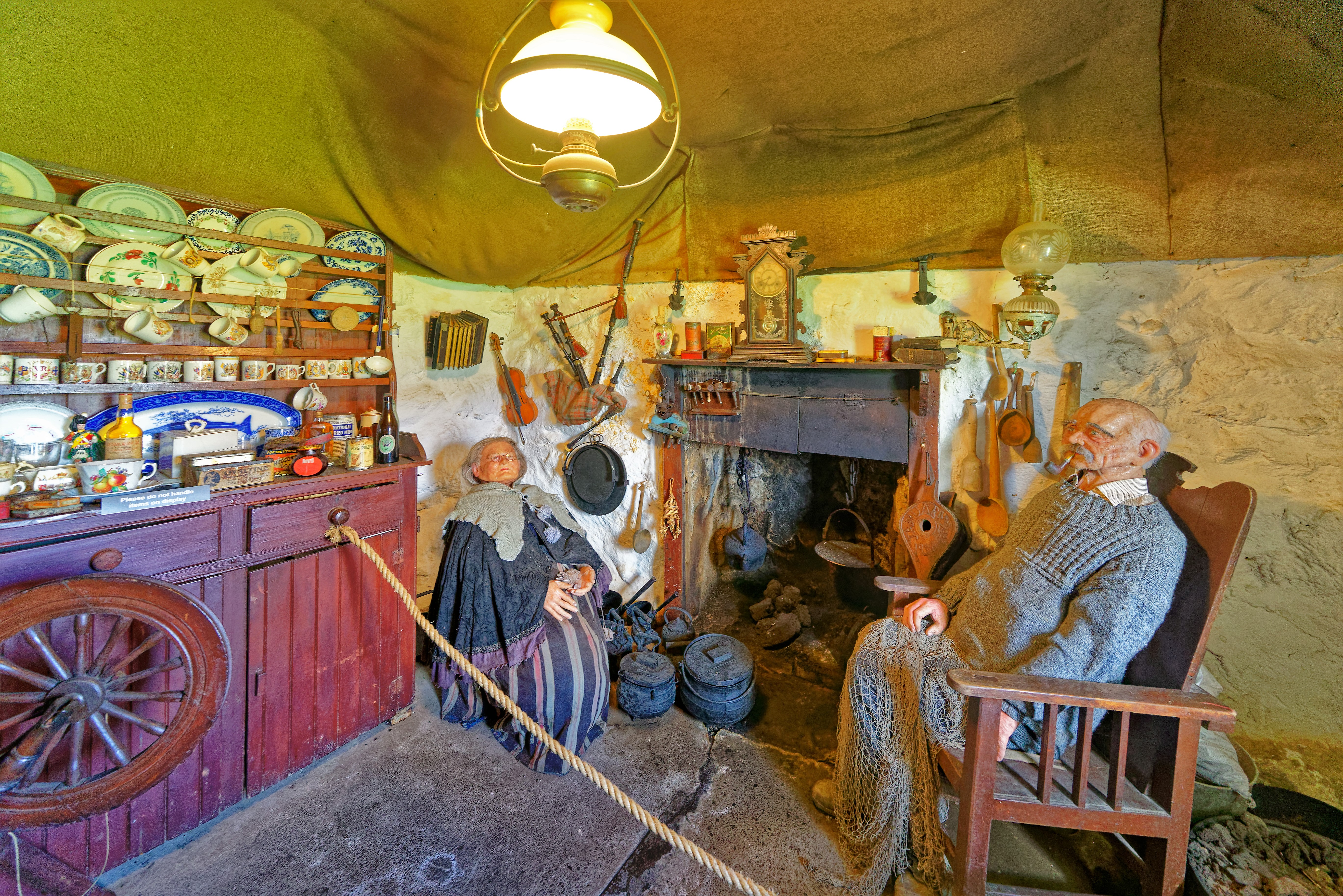
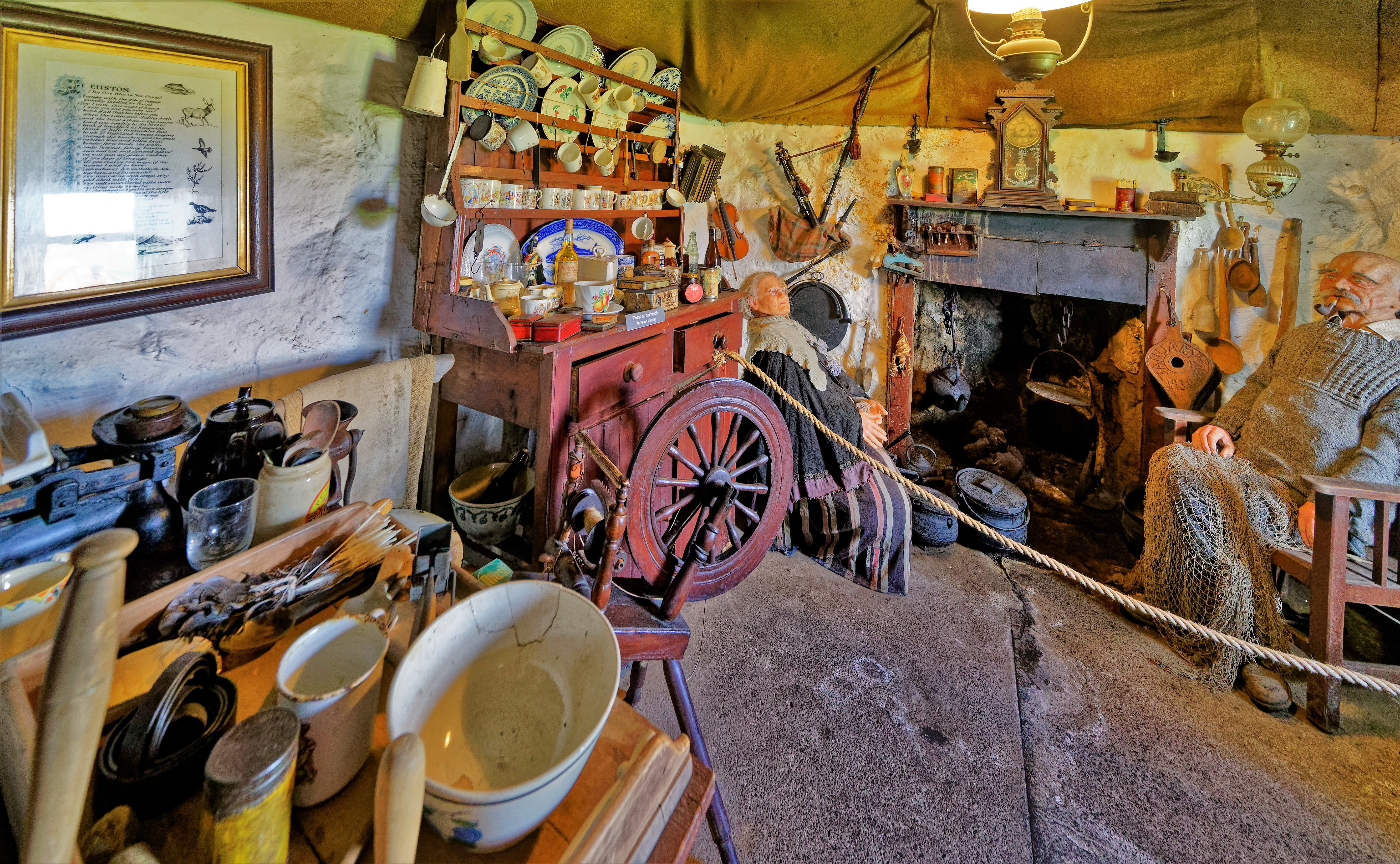
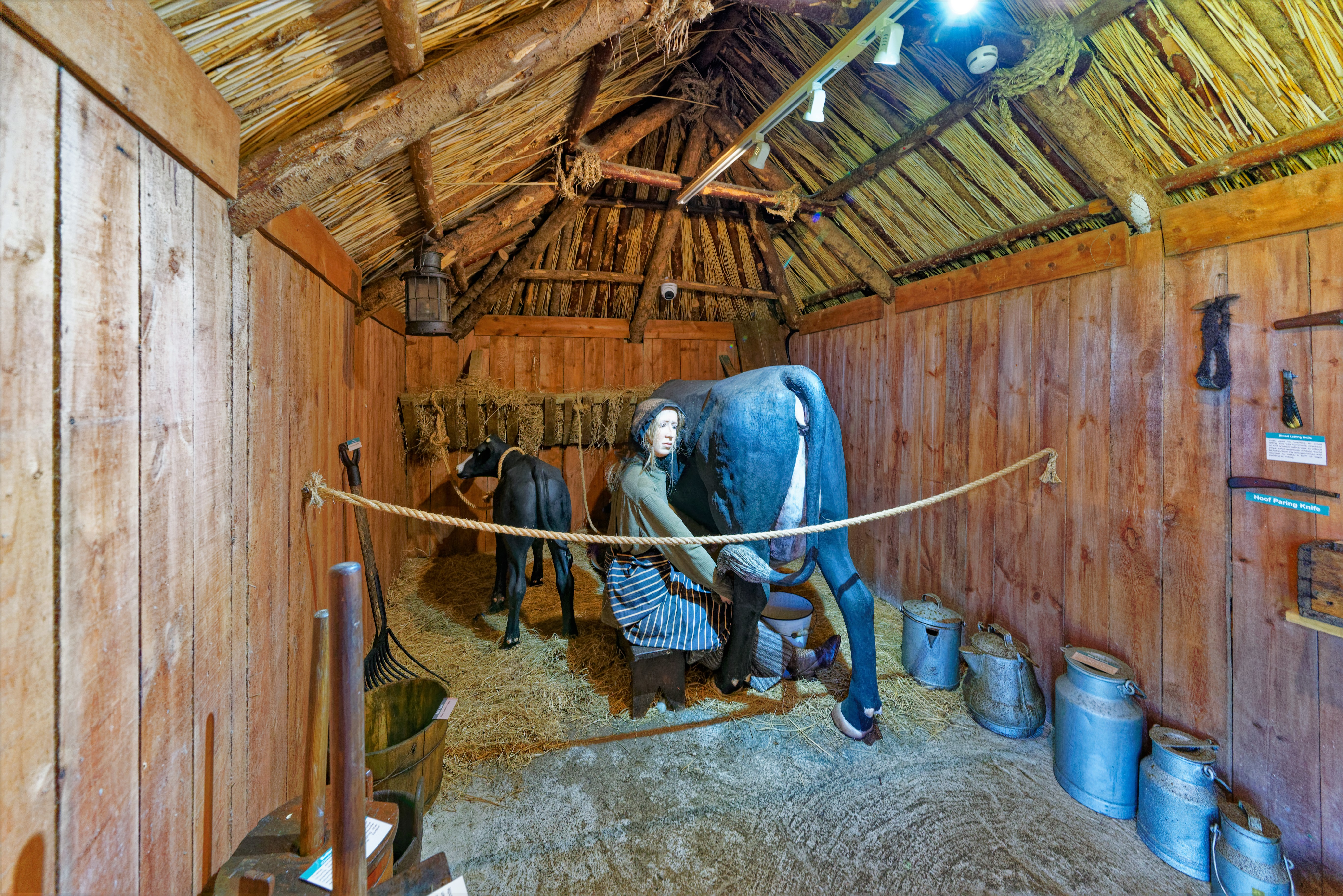
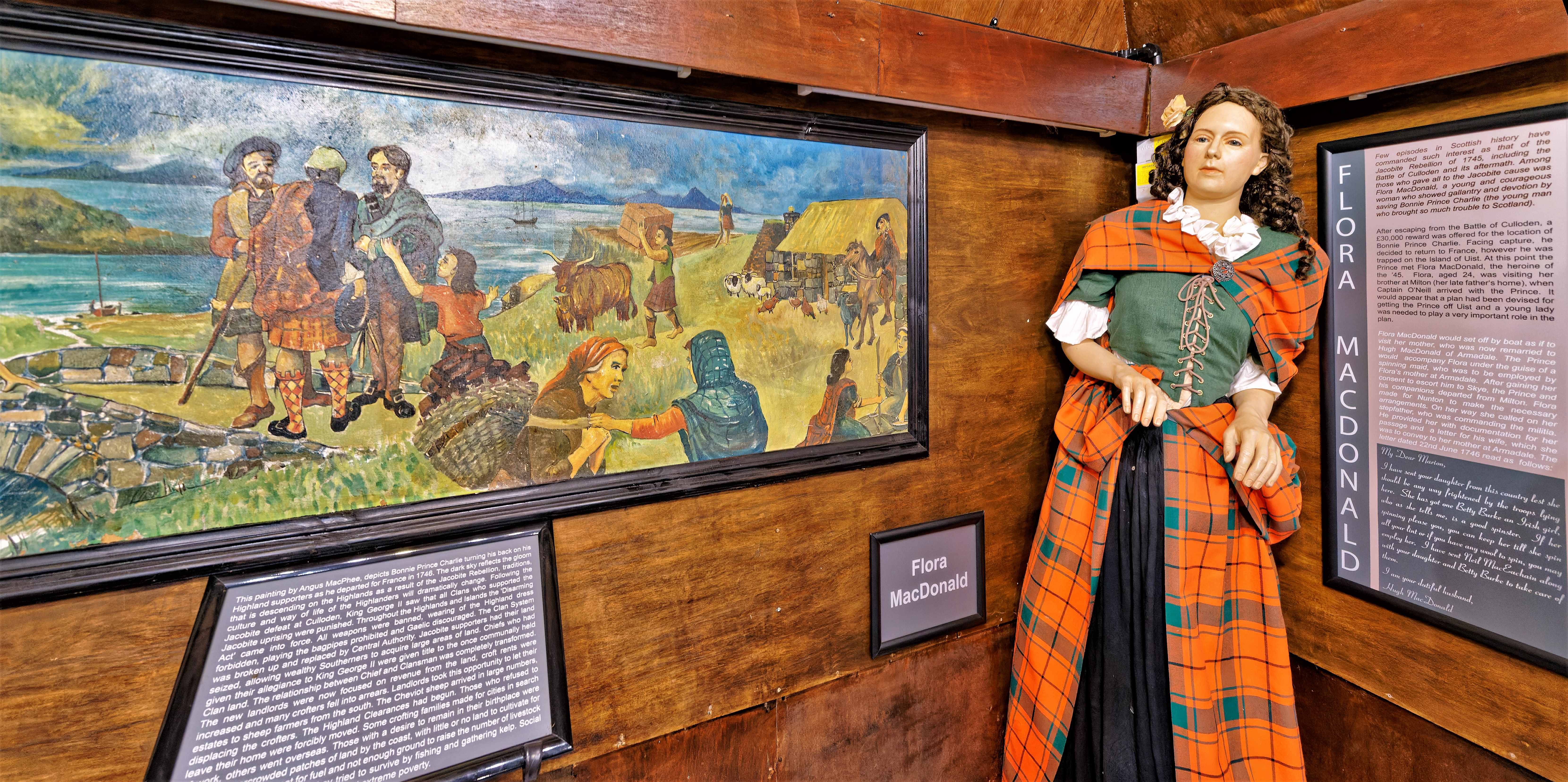